# Rottachmoos
Das Naturschutzgebiet Rottachmoos liegt auf dem Gebiet der Gemeinde Oy-Mittelberg im Landkreis Oberallgäu.

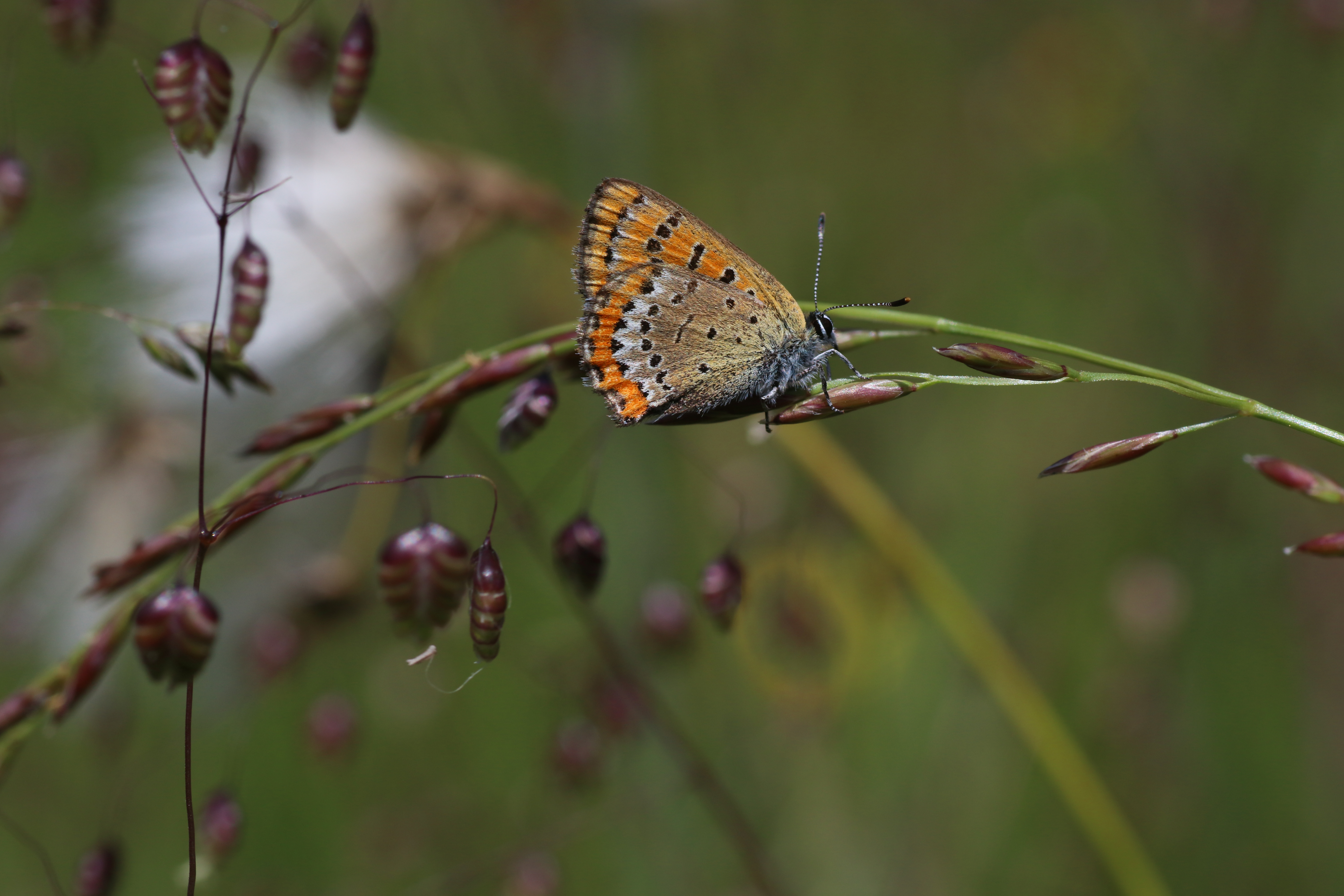
Ein stark gefährdeter Blauschillernder Feuerfalter (Lycaena helle) im Rottachmoos

Das 4,94 ha große Gebiet mit der Nr. NSG-00082.01, das im Jahr 1964 unter Naturschutz gestellt wurde, erstreckt sich südöstlich des Kernortes Oberzollhaus. Durch das Gebiet führt die A 7, nördlich verläuft die B 309. Unweit südlich fließt die Rottach, östlich liegt der Schwarzenberger Weiher und westlich der Rottachspeicher.
Bei dem Naturschutzgebiet handelt sich um ein Hochmoor mit gehölzfreier Moormitte. 